# Mountain City (Géorgie)
Mountain City est une ville américaine située dans le comté de Rabun dans l’État de Géorgie.

## Démographie
| 1910 | 1920 | 1930 | 1940 | 1950 | 1960 |
| ---- | ---- | ---- | ---- | ---- | ---- |
| 158  | 210  | 354  | 524  | 524  | 550  |

| 1970 | 1980 | 1990 | 2000 | 2010  | - |
| ---- | ---- | ---- | ---- | ----- | - |
| 594  | 701  | 784  | 829  | 1 088 | - |

## Traduction
- (en) Cet article est partiellement ou en totalité issu de l’article de Wikipédia en anglais intitulé « Mountain City, Georgia » (voir la liste des auteurs).